# Strażnica KOP „Kopciowo”

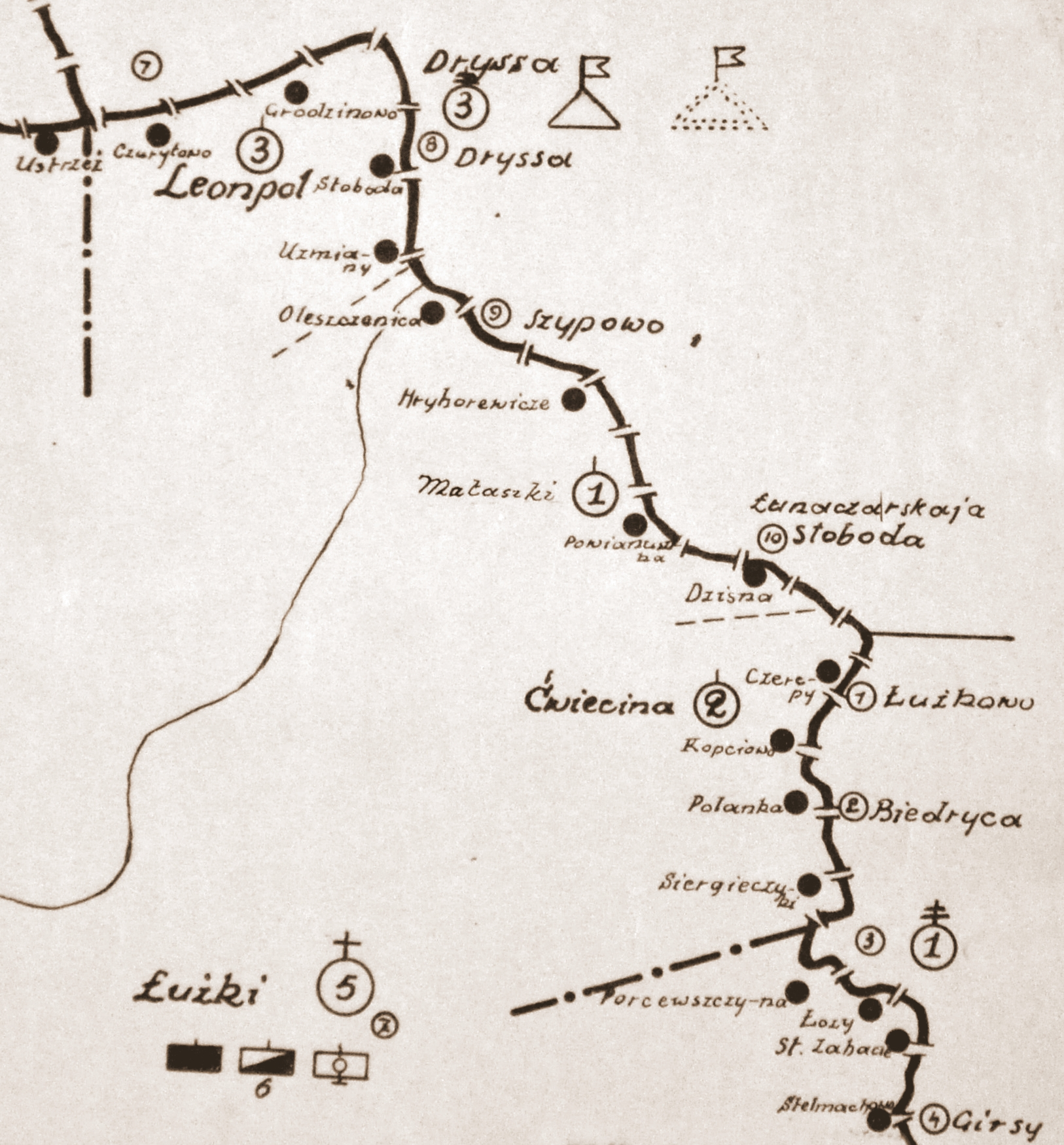
Rozmieszczenie batalionu KOP „Łużki” w 1931

Strażnica KOP „Kopciowo” – zasadnicza jednostka organizacyjna Korpusu Ochrony Pogranicza pełniąca służbę ochronną na granicy polsko-sowieckiej.

## Formowanie i zmiany organizacyjne
W 1924, w składzie 3 Brygady Ochrony Pogranicza, został sformowany 5 batalion graniczny. W 1928 w skład batalionu wchodziło 13 strażnic, w tym 3 strażnica KOP „Kopciowo”. W latach 1928 – 1939 strażnica znajdowała się w strukturze 2 kompanii KOP „Ćwiecino”  batalionu KOP „Łużki” z pułku KOP „Głebokie”. Strażnica liczyła około 18 żołnierzy i rozmieszczona była przy linii granicznej z zadaniem bezpośredniej ochrony granicy państwowej.
W 1932 obsada strażnicy zakwaterowana była w budynku KOP. Strażnicę z macierzystą kompanią łączyła droga polna długości 5,5 km.

## Budynek strażnicy
Budynek strażnicy wybudowany został przez przedsiębiorstwo „S−ka Inżynierów Kijowskich” i przekazany w użytkowanie KOP 16 maja 1925. Strażnica posiadała fundamenty i cokoły murowane na zaprawie cementowej z kamienia polnego z ofugowaniem cokołu i ułożeniem warstwy izolacyjnej z papy smołowej. Ściany zewnętrzne i wewnętrzne wykonane były z bali sosnowych i jodłowych grubości 16 cm, a ścianki działowe grubości 10 cm. Dach pokryty był blachą ocynkowaną. Wieża strażnicy przymocowana do dachu klamrami i śrubami posiadała schody wejściowe. Strażnica posiadała 6 pieców postawionych na pancerzach blaszanych. Kuchnia posiadała dwa kotły z paleniskami. W strażnicy znajdowały się dwa sedesy ze ściankami i skrzyniami, w stajni zaś żłób, drabina i ściek.

## Służba graniczna
Podstawową jednostką taktyczną Korpusu Ochrony Pogranicza przeznaczoną do pełnienia służby ochronnej był batalion graniczny. Odcinek batalionu dzielił się na pododcinki kompanii, a te z kolei na pododcinki strażnic, które były „zasadniczymi jednostkami pełniącymi służbę ochronną”, w sile półplutonu. Służba ochronna pełniona była systemem zmiennym, polegającym na stałym patrolowaniu strefy nadgranicznej, wystawianiu posterunków alarmowych, obserwacyjnych i kontrolnych stałych, patrolowaniu i organizowaniu zasadzek w miejscach rozpoznanych jako niebezpieczne, kontrolowaniu dokumentów i zatrzymywaniu osób podejrzanych, a także utrzymywaniu ścisłej łączności między oddziałami i władzami administracyjnymi. Strażnice KOP stanowiły pierwszy rzut ugrupowania kordonowego Korpusu Ochrony Pogranicza.
Strażnica KOP „Kopciowo” w 1932 ochraniała pododcinek granicy państwowej szerokości 5 kilometrów 696 metrów od słupa granicznego nr 97 do 116, a w 1938 pododcinek szerokości 7 kilometrów 600 metrów od słupa granicznego nr 101 do 126.
Sąsiednie strażnice:
- strażnica KOP „Czerepy” ⇔ strażnica KOP „Polanka” – 1928[3], 1929[4], 1931[5] , 1932[6], 1934[7]
- strażnica KOP „Czerepy” ⇔ strażnica KOP „Siergiejczyki” – 1938[8]

## Walki w 1939
17 września 1939  2 kompania KOP „Ćwiecino” por. Ksawerego Wojciechowskiego toczyła ciężkie walki. Na strażnicę KOP „Kopciowo” uderzyła improwizowana 2 kompania kpt. Zorina z 22 Wietrińskiej  komendantury Ochrony Pogranicza NKWD kpt. Kuchariewa. Po 5 - minutowej walce Polacy wycofali się. Poległ osłaniający odwrót kapral. Sowieci aresztowali osadników. Straty agresorów – 1 poległy i 2 rannych. Według Henryka Sobolewskiego sierż. Marek Pietrzak bronił budynku strażnicy ogniem rkm. Miał zabić aż 26 żołnierzy wroga. Po wyczerpaniu amunicji rzucił się z szablą na Sowietów i zginął zakłuty bagnetami. Pochowano go na cmentarzu w Czarnej Górze.